# Maurizio Rattini
Maurizio Rattini (ur. 13 listopada 1949 w San Marino), sanmaryński polityk, deputowany do Wielkiej Rady Generalnej od 1993, kapitan regent od 1 października 1996 do 1 kwietnia 1997 oraz ponownie od 1 kwietnia do 1 października 2012.

## Życiorys
Maurizio Rattini urodził się mieście San Marino w 1949. W 1993 został wybrany deputowanym do Wielkiej Rady Generalnej z ramienia Socjalistycznej Partii San Marino (PSS). W latach 1993-1999 pełnił funkcję przewodniczącego partii. Od 1 października 1996 do 1 kwietnia 1997 zajmował po raz pierwszy stanowisko kapitana regenta. W czasie swej kariery politycznej był również członkiem gabinetu, pełniąc funkcję sekretarza stanu (ministra) ds. terytorialnych, sekretarza stanu ds. przemysłu oraz sekretarza stanu ds. zdrowia.
W wyborach parlamentarnych 2008 uzyskał mandat deputowanego jako lider koalicji Lista Wolności (Lista della Libertà) i przewodniczący Nowej Partii Socjalistycznej (Nuovo Partito Socialista, NPS). Wszedł w skład parlamentarnej Komisji Sądownictwa i Komisji Spraw Zagranicznych, został również członkiem Rady Dwunastu. 19 marca 2012 został wybrany po raz drugi na stanowisko kapitana regenta. Urząd objął 1 kwietnia 2012 razem z Italo Righim na okres półrocznej kadencji.
Maurizio Rattini został Kawalerem Orderu Zasługi Republiki Włoskiej.